# Dansk Data Arkiv
Dansk Data Arkiv (DDA) er Danmarks nationale dataarkiv for forskningsdata fra samfundsvidenskab, sundhedsvidenskab og historie. Dansk Data Arkiv indsamler, bevarer og fomidler datamaterialer fra denne fagrække. Forskningsdatamaterialerne er især materialer produceret ved kvantitative undersøgelser. Disse materialer er særlig velegnede til analyse med statistiske metoder.
Dansk Data Arkiv blev oprettet i 1973 som et forsøg finansieret af Statens Samfundsvidenskabelige Forskningsråd. Forsøgsperioden var oprindeligt tre år, men blev forlænget med to yderligere år, medens der blev arbejdet på en permanentgørelse. I forsøgsperioden var Dansk Data Arkiv placeret fysisk i København.
I 1978 blev Dansk Data Arkiv gjort permanent som et institut ved Odense Universitet og placeret i Odense.
I 1993 blev Dansk Data Arkiv en del af Statens Arkiver.

## Ekstern henvisning
- Dansk Data Arkiv Arkiveret 11. februar 2012 hos  Wayback Machine

|  | Denne artikel om en virksomhed kan blive bedre, hvis der indsættes et (bedre) billede. Du kan hjælpe ved at afsøge Wikimedia Commons for et passende billede eller lægge et op på Wikimedia Commons med en af de tilladte licenser og indsætte det i artiklen. |